# Peter Desaga
Peter Desaga (14. března 1812 - po 1879) byl mechanikem, výrobcem nástrojů na Univerzitě v Heidelbergu. Robert Bunsen vylepšil hořák používaný Michaelem Faradayem a podle jeho návrhu Desaga vyrobil v roce 1854 hořák nazývaný Bunsenův kahan.